# Esme Creed-Miles
Esme Creed-Miles, född 5 februari 2000 i London Borough of Barnet, England, är en brittisk skådespelare. Hon är dotter till skådespelarna Charlie Creed-Miles och Samantha Morton. 
Creed-Miles har bland annat medverkat i TV-serierna Hanna (2019–2021). Hon har även medverkat i filmen Silver Haze från 2023.

## Filmografi (i urval)
- 2019–2021 – Hanna
- 2023 – Silver Haze
- 2024 – The Thicket